# Tajmyrské jezero
Tajmyrské jezero (rusky Таймыр nebo Таймырское озеро) leží na Tajmyrském poloostrově v Krasnojarském kraji v Rusku. Nachází se v pohoří Byrranga na území Tajmyrského rajónu mezi 74° a 75° s. š., což ho řadí mezi nejsevernější jezera světa. Jezero má délku 250 km a rozlohu 4560 km². Průměrnou hloubku má 2,8 m a maximální hloubku 26 m. Leží v nadmořské výšce 6 m.

## Pobřeží
Pobřeží je členité (zálivy Bajkuraneru, Jukajamu a další, zátoka Ledjanaja). Severní a východní břehy jsou příkré, zatímco jižní mírně skloněné písčité a oblázkové. Dno je rovné, ale vyskytují se v něm oddělené kotliny.

## Vodní režim
Zamrzává každý rok od září do června. Hlavním přítokem jezera je ze západu Horní Tajmyra. Dalšími přítoky jsou z jihu Jamutarida, z východu Malahajtari a na severozápadě Ugoľnaja. Dále ještě Zapadnaja, Severnaja, Bikada-Nguoma, a Kalamissamo. Z jezera vytéká Dolní Tajmyra do Karského moře.
Zdroj vody je sněhový a dešťový. V létě se jezero prohřívá. V srpnu dosahuje teplota průměrně 7° C. V zimě se ve velké hloubce pohybuje teplota těsně nad 1° C.

## Fauna
Jezero je bohaté na ryby (siven alpský, síh severní, síh muksun a další).